# Weyerhof (Erkelenz)
La ferme Weyerhof est l'une des trois fermes agricoles autour de Holzweiler, une section de la ville d'Erkelenz, en Rhénanie-du-Nord-Westphalie (Allemagne).
Les deux autres fermes ont pour nom Eggeratherhof et Roitzerhof.
La ferme Weyerhof a été mentionnée pour la première fois en 1550 dans un « Schöffenprotokoll » (compte rendu ou procès-verbal d'un assesseur civil dans une affaire judiciaire), et est ainsi la moins ancienne des trois fermes de Holzweiler.
Elle est mentionnée au Cadastre de 1654, et sur la carte Tranchot de 1801 .
Les bâtiments actuels datent du XIXe siècle .
Elle est située directement sur la rue Landstraße, au n° 19.
Elle a la forme carrée typique de la Vierkanthof.
L'habitation est inscrite au patrimoine de la ville d'Erkelenz depuis le 14 mai 1985 (N° 297) par l'Office régional de Rhénanie pour la préservation des monuments (Landschaftsverband Rheinland-Amt für Denkmalpflege im Rheinland, en abrégé LVR-ADR).